# Roderic Coote
Roderic Norman Coote (13 avril 1915-6 juillet 2000) est un évêque anglican qui occupe trois postes différents au cours d'une carrière ecclésiastique s'étalant sur un demi-siècle.

## Biographie
Coote est le fils du commandant Bernard Trotter Coote et de Grace Harriet Robinson, fille du très révérend John Joseph Robinson. Il est le petit-fils d'Algernon Coote, 12e baronnet, Lord-lieutenant du comté de Queen's. Formé au Trinity College de Dublin et ordonné en 1939, il commence sa carrière comme curé à St Bartholomew's, Dublin. Après une décennie comme prêtre missionnaire en Gambie, il devient évêque diocésain (évêque de Gambie et de Rio Pongas) en 1951. Transféré à Fulham en 1957, il devient évêque de Colchester neuf ans plus tard. Il devient évêque de la région de Chelmsford en 1983. Musicien accompli, il meurt à peine six mois avant son 50e anniversaire épiscopal.
Coote épouse Erica Lynette Shrubbs, fille du révérend Eric Gordon Shrubbs, en 1964. Ils ont un fils et deux filles. Il est décédé en juillet 2000, à l'âge de 85 ans.